# Schuilenburg (Friesland)
Schuilenburg (Fries: Skûlenboarch) is een buurtschap in de gemeente Tietjerksteradeel, in de Nederlandse provincie Friesland.
Het ligt aan beide kanten van het Prinses Margrietkanaal, ten zuiden van het dorp Eestrum en ten noorden van Hoogzand. De bewoning aan de noordzijde van het kanaal valt onder Eestrum terwijl het zuidelijke deel onder Eastermar (Oostermeer) valt.
De buurtschap omvat mede door de ligging aan het kanaal een industriegebied. Het wordt ook wel geduid als een gehucht. Aan een zijweg van de hoofdweg, de Skûlenboarcherwei, ligt ook nog de buurtschap De Joere.
Schuilenburg is ontstaan bij een herberg, een plek waar men kon schuilen zoals de naam waarschijnlijk is van ontstaan. Als een plaats werd het in 1664 vermeld als Schulenburg en in 1774 als Schuylenburg.

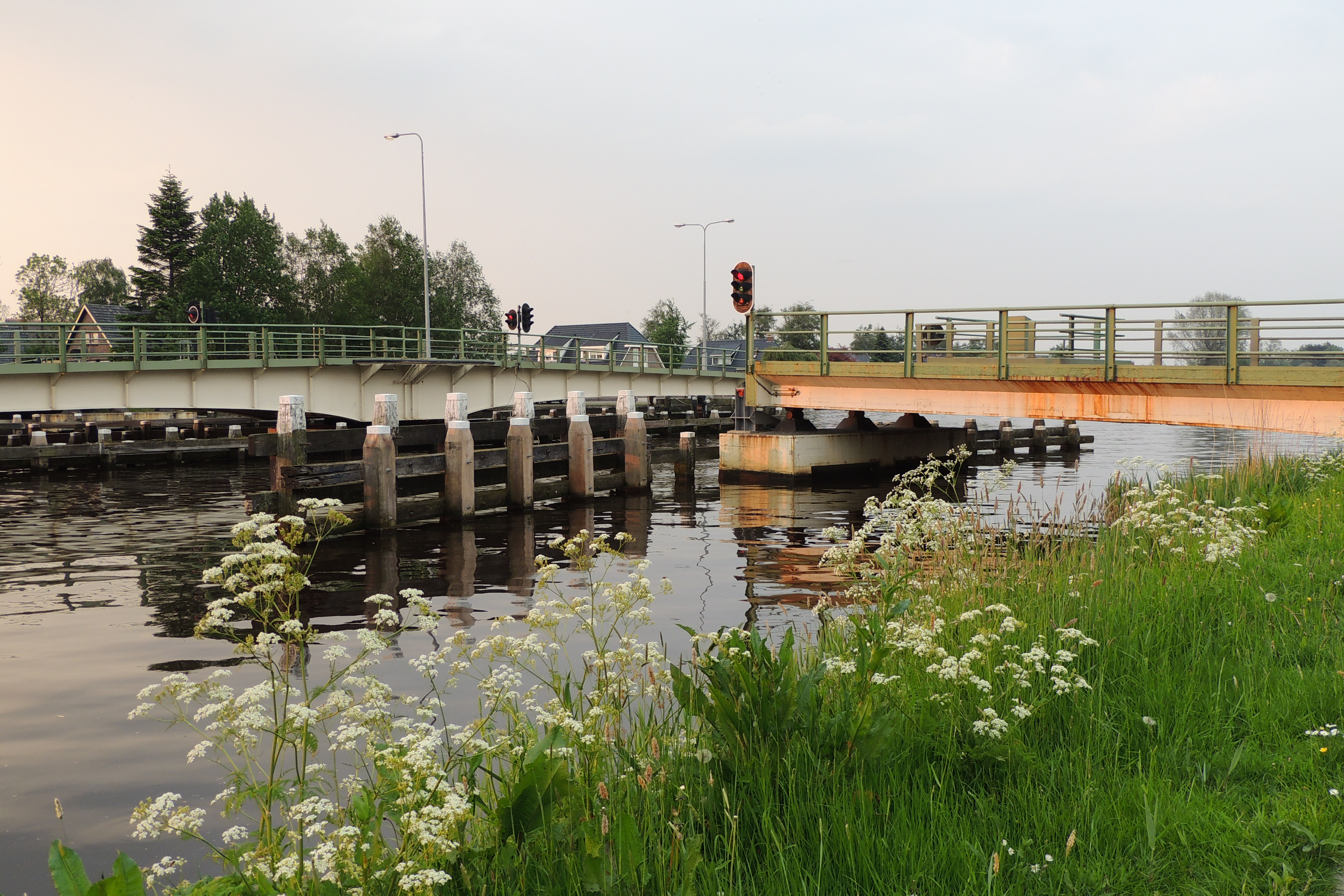
De draaibrug over het P.M. kanaal in Schuilenburg

Steden, dorpen en gehuchten: Bartlehiem (deels) · Bergum · Eastermar · Eernewoude · Eestrum · Garijp · Giekerk · Hardegarijp · Molenend · Noordbergum · Oenkerk · Oudkerk · Rijperkerk · Suameer · Suawoude · Tietjerk · Veenwoudsterwal (deels) · Wijns

Buurtschappen: De Joere · Giekerkerhoek · Hoogzand · Iniaheide · Kleinegeest · Kuikhorne (deels) · Noordermeer · Quatrebras · Schuilenburg · Siegerswoude · Sumarreheide (Suameerderheide) · Tergracht (deels) · Witveen · Zevenhuizen · Zwartewegsend

Friesland: Steden en dorpen      Nederland: Provincies · Gemeenten